# 5. zongoraverseny (Mozart)
Wolfgang Amadeus Mozart 5., D-dúr zongoraversenye a Köchel-jegyzékben a 175-ös számot viseli.

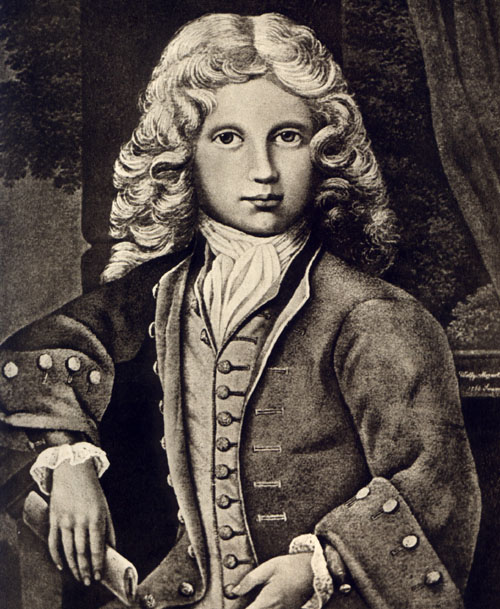
A 11 éves Mozart- J. Vander Smissen képe

## Keletkezése, története
Mozart első eredeti zongoraversenye 1773-ból való: a D-dúr koncertet (K. 175) Salzburgban komponálta, és azt magával vitte németországi útjára. 1778-ban Mannheimből írt levelében beszámolt apjának arról, hogy ott ismét eljátszotta a művet, amely igen népszerű.
1782 tavaszán Mozart Bécsben szerzői koncertet adott, ennek műsorán szerepelt az 5. zongoraverseny is. A versenymű zárótételét azonban újraírta, így keletkezett a később D-dúr koncertrondó zongorára néven ismertté vált népszerű K. 382-es koncert.

## Szerkezete, jellemzői
A partitúra szerint vonósokra, zongorára, két oboára, két trombitára és üstdobra íródott.
Tételei:
1. Allegro
2. Andante ma un poco adagio
3. Allegro

## Ismertség-előadási gyakoriság
Hangversenyen, hanglemezen, vagy elektronikus médiákban a korábbi fináléval nagyon ritkán hallgatható darab. 2006-ban a Mozart-év kapcsán a Magyar Rádió Bartók Rádiójának Mozart összes művét bemutató sorozatában volt hallható. Az új finálé önálló hangversenydarabként (D-dúr koncertrondó zongorára) viszont igen gyakran szerepel hangversenyeken és a hanglemezeken.